# 2017年イギリスグランプリ
2017年イギリスグランプリ (2017 British Grand Prix) は、2017年のF1世界選手権第10戦として、2017年7月16日にシルバーストン・サーキットで開催された。
正式名称は「2017 FORMULA 1 ROLEX BRITISH GRAND PRIX」。

## レース前
このレースでピレリが供給するドライタイヤのコンパウンドは、ミディアム、ソフト、スーパーソフトの3種類。
シルバーストン・サーキットのオーナー、ブリティッシュ・レーシング・ドライバーズ・クラブ（BRDC）が、イギリスGPの開催契約の解除条項を行使。これにより、シルバーストンでの開催契約は2019年までに短縮される。
ホンダはフェルナンド・アロンソのパワーユニットを前戦オーストリアGPで不具合が出た「スペック3」に戻すが、その際に5基目のエナジーストア(ES)を搭載させるため、5グリッド降格となる。
トロ・ロッソは7月13日（木曜日）の車検で、カルロス・サインツJr.のマシンのホイールテザーに損傷が見つかり、交換指示が出されたが従わなかったため、スチュワードから出頭命令が出された。その後、ホイールテザーを交換し車検に合格している。
フォーミュラワン・グループはスマートフォン向けの写真共有アプリケーションを展開するスナップとグローバルパートナーシップ契約を発表した。イギリスGPをはじめ、シンガポール、日本、米国、メキシコ、ブラジル、アブダビの各GPがカバーされる。

## フリー走行
開催日時は現地時間 (UTC+1、以下同じ）。

### 1回目
2017年7月14日 9:00
気温15℃、路面温度22℃、曇天のドライコンディション。ハースはこのセッションでケビン・マグヌッセンに代わり、フェラーリのサードドライバーで、開幕2戦はザウバーをドライブしたアントニオ・ジョヴィナッツィが起用された。フェラーリの2台のマシンには新たなコクピット保護デバイスの透明シールドが取り付けられ、1周のみテスト走行した。セバスチャン・ベッテルは「ちょっと目まいがした」と不満を述べている。トップタイムはバルテリ・ボッタスが1:29.106を記録し、前年の予選タイムを早くも上回った。

### 2回目
2017年7月14日 13:00
気温16度、路面温度30度、曇天のドライコンディション。マシンバランスが決まらないサインツはベケッツで飛び出し、車体下部にダメージを負って30分近くコースに出られなかった。終了20分前にはライコネンも後ろ向きのまま、アウト側の草地まで飛び出した。終了10分前、ターン16でフェリペ・マッサとマックス・フェルスタッペンが絡みかける事故が発生した。このセッションでもボッタスがトップタイムを出した(1:28.496)が、セッション終了後にギアボックスの損傷により交換が必要となったため、5グリッド降格が決まった。

### 3回目
2017年7月15日 10:00
気温15度、路面温度20度、すぐにでも雨が降り出しそうな天候だったが、ドライコンディションでセッションが開始された。前日のボッタスに続き、ダニエル・リカルドもギアボックス交換が必要となり、5グリッド降格が決まった。アロンソは前述したESに続き、6基目のエンジン(ICE)、8基目のMGH-H、8基目のターボチャージャー(TC)、5基目のMGU-Kを投入するため、ESの分と合わせて30グリッド降格となった。雨予報だったため各車セッション開始と同時にコースインしていくが、早い段階から雨は降りだす。その中でもハミルトンはトップタイムを叩き出し、30分には1:28.063まで更新。残り15分になって雨が本降りとなり、各車ピットに戻る。それでも残り3分になって、予選へ向けてインターミディエイトで走行テストを行う者もいた。

## 予選
2017年7月15日 13:00
ハミルトンがコースレコードを更新し、ポールポジションを獲得した。イギリスGPでのポールポジションは5回目で、ジム・クラークに並ぶ歴代1位となった。通算ポールポジションは67となり、歴代1位のミハエル・シューマッハにあと1と迫っている。

### 経過
気温17度、路面温度21度と肌寒く、フリー走行終了後に雨は止みドライコンディションでスタートしたが、予選開始10分前になって再び雨が降りだした。
Q1
路面が徐々に濡れていく中、インターミディエイトとスーパーソフトでコースインするドライバーが分かれた。しかし、雨が強くなってきたため、スーパーソフトを選択したドライバーもインターミディエイトに履き替えて改めてコースインしている。リカルドはトップタイムを記録するもパワーユニットが壊れ、ウッドコートにマシンを止めた。これにより赤旗中断となった。残り10分7秒で再開され、各車再びインターミディエイトでタイムアタックを行った。雨は止んで徐々にコースは乾いていく。残り2分になってアロンソとエステバン・オコンがスーパーソフトでコースイン。アロンソはチェッカーフラッグギリギリでタイムアタックを開始することができ、トップタイムを記録した。
Q2
各車スーパーソフトでコースインする中、グリッド降格が決まっているボッタスは翌日のスタートタイヤになることを踏まえて、ソフトで1回目のタイムアタックを行った。1回目のアタックはハミルトンがトップ。2回目のアタックではベッテルがハミルトンのタイムを更新するが、ハミルトンが再びトップタイムを記録し、ボッタスもベッテルを上回った。10位のストフェル・バンドーンは2度目のQ3進出。
Q3
全車スーパーソフトでアタックを開始。1回目のアタックはハミルトンがベッテルに0.199秒差を付けてトップ。最後のアタックでハミルトンがコースレコードを2.6秒上回るタイムでポールポジションを獲得した。キミ・ライコネンとベッテルのフェラーリ勢が続き、4位のボッタスはグリッド降格のため、9番グリッドからスタートとなる。バンドーンは自己最高位の9位（ボッタスのペナルティにより8番グリッド）。

### 結果
| Pos.                | No. | ドライバー                 | コンストラクター                | Q1       | Q2       | Q3       | Grid |
| ------------------- | --- | -------------------------- | ------------------------------- | -------- | -------- | -------- | ---- |
| 1                   | 44  | ルイス・ハミルトン         | メルセデス                      | 1:39.069 | 1:27.893 | 1:26.600 | 1    |
| 2                   | 7   | キミ・ライコネン           | フェラーリ                      | 1:40.455 | 1:28.992 | 1:27.147 | 2    |
| 3                   | 5   | セバスチャン・ベッテル     | フェラーリ                      | 1:39.962 | 1:28.978 | 1:27.356 | 3    |
| 4                   | 77  | バルテリ・ボッタス         | メルセデス                      | 1:39.698 | 1:28.732 | 1:27.376 | 9 1  |
| 5                   | 33  | マックス・フェルスタッペン | レッドブル-タグ・ホイヤー       | 1:38.912 | 1:29.431 | 1:28.130 | 4    |
| 6                   | 27  | ニコ・ヒュルケンベルグ     | ルノー                          | 1:39.201 | 1:29.340 | 1:28.856 | 5    |
| 7                   | 11  | セルジオ・ペレス           | フォース・インディア-メルセデス | 1:42.009 | 1:29.824 | 1:28.902 | 6    |
| 8                   | 31  | エステバン・オコン         | フォース・インディア-メルセデス | 1:39.738 | 1:29.701 | 1:29.074 | 7    |
| 9                   | 2   | ストフェル・バンドーン     | マクラーレン-ホンダ             | 1:40.011 | 1:30.105 | 1:29.418 | 8    |
| 10                  | 8   | ロマン・グロージャン       | ハース-フェラーリ               | 1:42.042 | 1:29.966 | 1:29.549 | 10   |
| 11                  | 30  | ジョリオン・パーマー       | ルノー                          | 1:41.404 | 1:30.193 |          | 11   |
| 12                  | 26  | ダニール・クビアト         | トロ・ロッソ                    | 1:41.726 | 1:30.355 |          | 12   |
| 13                  | 14  | フェルナンド・アロンソ     | マクラーレン-ホンダ             | 1:37.598 | 1:30.600 |          | 20 2 |
| 14                  | 55  | カルロス・サインツ         | トロ・ロッソ                    | 1:41.114 | 1:31.368 |          | 13   |
| 15                  | 19  | フェリペ・マッサ           | ウィリアムズ-メルセデス         | 1:41.874 | 1:31.482 |          | 14   |
| 16                  | 18  | ランス・ストロール         | ウィリアムズ-メルセデス         | 1:42.573 |          |          | 15   |
| 17                  | 20  | ケビン・マグヌッセン       | ハース-フェラーリ               | 1:42.577 |          |          | 16   |
| 18                  | 94  | パスカル・ウェーレイン     | ザウバー-フェラーリ             | 1:42.593 |          |          | 17   |
| 19                  | 9   | マーカス・エリクソン       | ザウバー-フェラーリ             | 1:42.633 |          |          | 18   |
| 20                  | 3   | ダニエル・リカルド         | レッドブル-タグ・ホイヤー       | 1:42.966 |          |          | 19 3 |
| 107% time: 1:44.429 |     |                            |                                 |          |          |          |      |
| ソース              |     |                            |                                 |          |          |          |      |

追記
- ^1 - ボッタスは6戦以内のギアボックス交換のため5グリッド降格[12][19]
- ^2 - アロンソは4基を超えるパワーユニットのエレメント交換（フリー走行1回目で5基目のエナジーストア(ES)に交換して5グリッド、フリー走行3回目で8基目のターボチャージャー(TC)、8基目のMGU-H、6基目のエンジン(ICE)、6基目の(MGU-K)に交換して25グリッド）のため、合計30グリッド降格[3][20][15][21]
- ^3 - リカルドはフリー走行3回目における6戦以内のギアボックス交換（5グリッド）と予選後の4基を超えるパワーユニットのエレメント交換（5基目のMGU-H交換で10グリッド)のため、合計15グリッド降格[14][22][23][24]となったが、アロンソのペナルティで予選順位より1グリッド前となっている

## 決勝
2017年7月16日 13:00
ハミルトンがシューマッハに並ぶ歴代2位タイの通算5回目のグランドスラム（ポールポジション、ファステストラップ、優勝、全周回トップ）で、クラーク（1962年 - 1965年）に並ぶ最多タイとなるイギリスGP4連勝（通算でもクラークとアラン・プロストに並ぶ最多タイの5勝目）を飾り圧勝した。ポイント争いのライバルとなっているベッテルが7位に終わったため、2人のポイント差は一気に1と縮まった。チームメイトのボッタスが2位まで追い上げ、メルセデスはカナダGP以来となるシーズン2回目のワン・ツー・フィニッシュとなった。

### 展開
気温21度、路面温度27度、曇天のドライコンディションで行われた。
フォーメーションラップでジョリオン・パーマーがマシントラブルでコース上にストップし、エクストラフォーメーションラップが行われたため、レースは1周少ない51周で行われることになった。
スタートでベッテルが遅れ、フェルスタッペンに先行される。後方ではダニール・クビアトがチームメイトのサインツに追突し、サインツはそのままリタイアとなった。この事故のためセーフティカーが導入され、5周目にレースは再開された。19番手スタートだったリカルドは13位まで追い上げたが、再開直後にコースオフし再び順位を落とす。9番手スタートのボッタスは7周目には5位まで浮上していた。ベッテルはフェルスタッペンを攻略できず4位のまま順位を上げられず、ポイントでベッテルを追うハミルトンにとっては楽な展開になっていく。
ベッテルは13周目にようやくフェルスタッペンを捉えるが、フェルスタッペンはベッテルをコース外へ押し出す形になり譲らない。このバトルでベッテルのタイヤはダメージを負い18周目にピットイン。フェルスタッペンも次の周にピットインするがタイヤ交換に手間取り、ベッテルの先行を許した。この後、ソフトでスタートしたボッタス以外の上位勢もタイヤ交換のためピットインする。
2位まで浮上したボッタスは32周目にタイヤ交換を終え、ベッテルの後ろの4位で戻る。42周目にはベッテルに追いつき仕掛ける。このバトルでタイヤを傷めたベッテルを次の周であっさりとオーバーテイクした。
レース終盤、フェラーリ勢に相次いで悲劇が襲った。49周目にライコネンの左フロントタイヤのゴムが剥がれてしまい、次の周にはベッテルの左フロントタイヤがパンクして、両者とも緊急ピットインを強いられてしまった。ライコネンはボッタスに抜かれ3位、ベッテルはピットまで3輪走行を強いられ7位まで後退した。ハミルトンは最後までトップを譲らずチェッカーを受けた。リカルドは5位まで浮上した。

### 結果
| Pos.   | No. | ドライバー                 | コンストラクター                | 周回数 | タイム/リタイア | Grid | Pts. |
| ------ | --- | -------------------------- | ------------------------------- | ------ | --------------- | ---- | ---- |
| 1      | 44  | ルイス・ハミルトン         | メルセデス                      | 51     | 1:21:27.430     | 1    | 25   |
| 2      | 77  | バルテリ・ボッタス         | メルセデス                      | 51     | +14.063         | 9    | 18   |
| 3      | 7   | キミ・ライコネン           | フェラーリ                      | 51     | +36.570         | 2    | 15   |
| 4      | 33  | マックス・フェルスタッペン | レッドブル-タグ・ホイヤー       | 51     | +52.125         | 4    | 12   |
| 5      | 3   | ダニエル・リカルド         | レッドブル-タグ・ホイヤー       | 51     | +1:05.955       | 19   | 10   |
| 6      | 27  | ニコ・ヒュルケンベルグ     | ルノー                          | 51     | +1:08.109       | 5    | 8    |
| 7      | 5   | セバスチャン・ベッテル     | フェラーリ                      | 51     | +1:33.989       | 3    | 6    |
| 8      | 31  | エステバン・オコン         | フォース・インディア-メルセデス | 50     | +1 Lap          | 7    | 4    |
| 9      | 11  | セルジオ・ペレス           | フォース・インディア-メルセデス | 50     | +1 Lap          | 6    | 2    |
| 10     | 19  | フェリペ・マッサ           | ウィリアムズ-メルセデス         | 50     | +1 Lap          | 14   | 1    |
| 11     | 2   | ストフェル・バンドーン     | マクラーレン-ホンダ             | 50     | +1 Lap          | 8    |      |
| 12     | 20  | ケビン・マグヌッセン       | ハース-フェラーリ               | 50     | +1 Lap          | 16   |      |
| 13     | 8   | ロマン・グロージャン       | ハース-フェラーリ               | 50     | +1 Lap          | 10   |      |
| 14     | 9   | マーカス・エリクソン       | ザウバー-フェラーリ             | 50     | +1 Lap          | 18   |      |
| 15     | 26  | ダニール・クビアト         | トロ・ロッソ                    | 50     | +1 Lap 1        | 12   |      |
| 16     | 18  | ランス・ストロール         | ウィリアムズ-メルセデス         | 50     | +1 Lap          | 15   |      |
| 17     | 94  | パスカル・ウェーレイン     | ザウバー-フェラーリ             | 50     | +1 Lap          | 17   |      |
| Ret    | 14  | フェルナンド・アロンソ     | マクラーレン-ホンダ             | 32     | パワーユニット  | 20   |      |
| Ret    | 55  | カルロス・サインツ         | トロ・ロッソ                    | 0      | アクシデント    | 13   |      |
| DNS    | 30  | ジョリオン・パーマー       | ルノー                          | -      | ハイドロリクス  | - 2  |      |
| ソース |     |                            |                                 |        |                 |      |      |

ファステストラップ
- ルイス・ハミルトン（メルセデス） 1:30.621（48周目）

ラップリーダー
- ルイス・ハミルトン (Lap 1-51)

追記
- ^1 - クビアトはスタート直後にサインツと接触したため、ドライブスルーペナルティとペナルティポイント2点が科された[29]
- ^2 - フォーメーションラップでパーマーのマシンにトラブルが発生し、マシンをコース上に止めたため、エクストラフォーメーションラップが行われた。これにより、当初の予定だった52周から1周減算された51周で行われた

## 第10戦終了時点のランキング
|  | 順位 | ドライバー             | ポイント |
|  | ---- | ---------------------- | -------- |
|  | 1    | セバスチャン・ベッテル | 177      |
|  | 2    | ルイス・ハミルトン     | 176      |
|  | 3    | バルテリ・ボッタス     | 154      |
|  | 4    | ダニエル・リカルド     | 117      |
|  | 5    | キミ・ライコネン       | 98       |

|  | 順位 | コンストラクター                | ポイント |
|  | ---- | ------------------------------- | -------- |
|  | 1    | メルセデス                      | 330      |
|  | 2    | フェラーリ                      | 275      |
|  | 3    | レッドブル-タグ・ホイヤー       | 174      |
|  | 4    | フォース・インディア-メルセデス | 95       |
|  | 5    | ウィリアムズ-メルセデス         | 41       |

- 注：ドライバー、コンストラクター共にトップ5のみ表示。